# Adolf Zeliska
Adolf Zeliska (geboren 19. August 1938 in Feldkirch; gestorben 28. Jänner 2016 ebenda) war ein österreichischer Erfinder und Sportschütze.
Internationale Bekanntheit erstand durch seine Entwicklungen von Revolvern in Kalibern die zuvor nur in Waffen zur Großwildjagd genutzt wurden. Die Herstellung dieser Waffen erfolgte bei der Firma „Pfeifer Waffen“ im österreichischen Feldkirch. Die Revolver werden in Publikationen oft als „Pfeifer-Zeliska“ erwähnt. Er entwickelte ab 1995 den Revolver „Zeliska .458“ der im Vergleich mit anderen Revolvern durch ein hohes Gewicht und große Mündungsenergie verfügt, wie es die  technischen Daten Kaliber: .458 Winchester Magnum Gewicht: 5200 g (ungeladen), Mündungsenergie: 5797 Joule belegen. Ein Eintrag zu diesem Revolver in das Guinness-Buch der Rekorde wurde 1996 mit der Begründung abgelehnt, dass schon einige Jahre zuvor alle Meldungen über „Kriege und Verbrechen“ aus dem Guinness-Buch genommen worden seien. Danach entwickelte Zeliska einen Revolver im Kaliber .600 Nitro Express der Anfang 2001 zu Aufmerksamkeit in den Medien führte, weil er als einer der stärksten Revolver weltweit angesehen wurde. Wegen der technischen Eckwerte mit einer Mündungsenergie von 6230 Joule und einem Gewicht von 6,5 kg wird dieses Modell in der Fachliteratur als Exot geführt. Die Rezeption im Internet ist breit gestreut; insbesondere Videos zu Zeliskas Waffen wurden millionenfach abgerufen. Zeliskas Revolver wurden nur in geringen Stückzahlen gefertigt. Erst als die Firma Smith & Wesson im Februar 2003 das Modell .500 S&W in ihr Programm aufnahm, wurden industriell gefertigte Revolver vergleichbarer Kaliber in größeren Stückzahlen verfügbar.